# Liga Europa da UEFA de 2019–20
A Liga Europa da UEFA de 2019–20 foi a 49ª edição do torneio Liga Europa da UEFA, e a 11ª com este formato e nome (anteriormente era chamada de Taça UEFA).
A final foi disputada no RheinEnergieStadion em Colônia, na Alemanha. O campeão Sevilla ganha o direito de disputar a Supercopa da UEFA de 2020 contra o campeão da Liga dos Campeões da UEFA de 2019–20. Ele também se classificará, automaticamente, para a fase de grupos da Liga dos Campeões da UEFA de 2020–21. Por já estar classificado pelo seu campeonato nacional, a vaga  reservada será dada ao 3º lugar da Ligue 1 de 2019–20, a quinta associação classificada de acordo com a lista de acesso da próxima temporada.
Como detentor do título da Liga Europa, o Sevilla FC se classificou para a Liga dos Campeões da UEFA de 2019–20, embora eles já tivessem se classificado antes da final pelo desempenho no campeonato nacional. Eles não poderam defender o título, a menos que tivessem terminado em terceiro lugar na Liga dos Campeões da UEFA de 2019–20 – Fase de Grupos.

## Distribuição de vagas e qualificação
Um total de 213 equipes de todas as 55 federações membros da UEFA deverão participar na Liga Europa da UEFA de 2019–20. A classificação da associação baseada nos coeficientes de país da UEFA é usada para determinar o número de equipas participantes de cada associação:
- Associações 1 a 51 (exceto Liechtenstein) têm três equipes qualificadas cada.
- Associações 52–54 têm duas equipes qualificadas cada.
- O Liechtenstein e o Kosovo (associação 55) têm, cada um, uma equipe qualificada (o Liechtenstein organiza apenas uma taça nacional e nenhuma liga nacional; o Kosovo, por decisão do Comité Executivo da UEFA).[3]
- Além disso, 55 equipes eliminadas da Liga dos Campeões de 2019-20 são transferidas para a Liga Europa. (o número padrão é 57, mas menos 2 equipes competem na Liga dos Campeões de 2019-20).

#### Ranking das associações
Para a Liga de Europa de 2019-20, as federações recebem vagas de acordo com os coeficientes de país da UEFA de 2018, o que leva em conta o seu desempenho nas competições europeias de 2013–14 a 2017–18.

Além da alocação baseada nos coeficientes do país, as associações podem ter equipes adicionais participando da Liga dos Campeões, conforme indicado abaixo:
- (UCL) – Equipas adicionais transferidas da Liga dos Campeões da UEFA

| Pos. | Federações      | Coef.   | Equipes |
| ---- | --------------- | ------- | ------- |
| 1    | Espanha         | 106.998 | 3       |
| 2    | Inglaterra      | 79.605  | 3       |
| 3    | Itália          | 76.249  | 3       |
| 4    | Alemanha        | 71.427  | 3       |
| 5    | França          | 56.415  | 3       |
| 6    | Rússia          | 53.382  | 3       |
| 7    | Portugal        | 47.248  | 3       |
| 8    | Ucrânia         | 41.133  | 3       |
| 9    | Bélgica         | 38.500  | 3       |
| 10   | Turquia         | 35.800  | 3       |
| 11   | Áustria         | 32.850  | 3       |
| 12   | Suíça           | 30.200  | 3       |
| 13   | República Checa | 30.175  | 3       |
| 14   | Países Baixos   | 29.749  | 3       |
| 15   | Grécia          | 28.600  | 3       |
| 16   | Croácia         | 26.000  | 3       |
| 17   | Dinamarca       | 25.950  | 3       |
| 18   | Israel          | 21.750  | 3       |
| 19   | Chipre          | 21.550  | 3       |

| Pos. | Federações    | Coef.  | Equipes |
| ---- | ------------- | ------ | ------- |
| 20   | Roménia       | 20.450 | 3       |
| 21   | Polónia       | 20.125 | 3       |
| 22   | Suécia        | 19.975 | 3       |
| 23   | Azerbaijão    | 19.125 | 3       |
| 23   | Bulgária      | 19.125 | 3       |
| 25   | Sérvia        | 18.750 | 3       |
| 26   | Escócia       | 18.625 | 3       |
| 26   | Bielorrússia  | 18.625 | 3       |
| 28   | Cazaquistão   | 18.125 | 3       |
| 29   | Noruega       | 17.425 | 3       |
| 30   | Eslovénia     | 14.500 | 3       |
| 31   | Liechtenstein | 13.000 | 1       |
| 32   | Eslováquia    | 12.125 | 3       |
| 33   | Moldávia      | 10.000 | 3       |
| 34   | Albânia       | 8.500  | 3       |
| 35   | Islândia      | 8.250  | 3       |
| 36   | Hungria       | 8.125  | 3       |
| 37   | Macedônia     | 7.500  | 3       |

| Pos. | Federações           | Coef. | Equipes |
| ---- | -------------------- | ----- | ------- |
| 38   | Finlândia            | 6.900 | 3       |
| 39   | Irlanda              | 6.700 | 3       |
| 40   | Bósnia e Herzegovina | 6.625 | 3       |
| 41   | Letônia              | 5.625 | 3       |
| 42   | Estónia              | 5.500 | 3       |
| 43   | Lituânia             | 5.375 | 3       |
| 44   | Montenegro           | 5.000 | 3       |
| 44   | Geórgia              | 5.000 | 3       |
| 46   | Arménia              | 4.875 | 3       |
| 47   | Malta                | 4.500 | 3       |
| 48   | Luxemburgo           | 4.375 | 3       |
| 49   | Irlanda do Norte     | 4.250 | 3       |
| 50   | País de Gales        | 3.875 | 3       |
| 51   | Ilhas Faroé          | 3.750 | 3       |
| 52   | Gibraltar            | 3.000 | 2       |
| 53   | Andorra              | 1.331 | 2       |
| 54   | San Marino           | 0.499 | 2       |
| 55   | Kosovo               | 0.000 | 1       |

#### Distribuição de vagas por fase
A seguir está a lista de acesso padrão.
|                                        |                                        | Times entrando nesta rodada | TImes avançando para próxima fase                                                                                   | Times transferidos da Liga dos Campeões |
| -------------------------------------- | -------------------------------------- | --- | --- | --- |
| Rodada Preliminar (14 equipes)         | Rodada Preliminar (14 equipes)         | - 4 vencedores da copa nacional das associações 52–55 - 6 vice-campeões da liga nacional das associações 49–54 - 4 equipes que terminaram em 3º lugar a liga nacional das associações 48–51 | | |
| Primeira pré-eliminatória (94 equipes) | Primeira pré-eliminatória (94 equipes) | - 26 vencedores da copa nacional das associações 26–51 - 30 vice-campeões da liga nacional das associações 18-48 (exceto Liechtenstein) - 31 equipes que terminaram em 3º lugar a liga nacional das federações 16-47 (excepto Liechtenstein) | - 7 vencedores da rodada preliminar                                                                                 | |
| Segunda pré-eliminatória               | Caminho dos Campeões (19 equipes)      | | | - 16 perdedores da primeira pré-eliminatória da Liga dos Campeões - 3 perdedores da fase preliminar da Liga dos Campeões |
| Segunda pré-eliminatória               | Caminho da liga (74 equipes)           | - 7 vencedores da copa nacional das associações 19–25 - 2 vice-campeões da liga nacional das associações 16–17 - 3 equipes que terminaram em 3º lugar a liga nacional das associações 13–15 - 9 equipes que terminaram em 4º lugar a liga nacional das associações 7–15 - 2 equipes que terminaram em 5º lugar a liga nacional das associações de 5 a 6 (vencedores da Copa da Liga da França) - 4 equipes que terminaram em 6º lugar a liga nacional das associações 1-4 (vencedores da Copa da Liga da Inglaterra) | - 47 vencedores da primeira pré-eliminatória                                                                        | |
| Terceira pré-eliminatória              | Caminho dos Campeões (20 equipes)      | | - 10 vencedores da segunda pré-eliminatória (Caminho dos Campeões)                                                  | - 10 perdedores da segunda pré-eliminatória da Champions League (Caminho dos Campeões) |
| Terceira pré-eliminatória              | Caminho da liga (52 equipes)           | - 6 vencedores da copa nacional das associações 13–18 - 6 equipes que terminaram em 3º lugar a liga nacional das associações 7-12 - 1 equipe que terminou em 4º lugar a liga nacional da associação 6 | - 37 vencedores da segunda pré-eliminatória (Caminho da Liga)                                                       | - 2 perdedores da segunda pré-eliminatória da Liga dos Campeões (Caminho da Liga) |
| Rodada Play-off                        | Caminho dos Campeões (16 equipes)      | | - 10 vencedores da terceira pré-eliminatória (Caminho dos Campeões)                                                 | - 6 perdedores da terceira pré-eliminatória da Liga dos Campeões (Caminho dos Campeões) |
| Rodada Play-off                        | Caminho da liga (26 equipes)           | | - 26 vencedores da terceira pré-eliminatória (Caminho da Liga                                                       | |
| Fase de grupos (48 Equipes)            | Fase de grupos (48 Equipes)            | - 12 vencedores da copa nacional das associações 1–12 - 1 equipe que terminou em 4º lugar a liga nacional da associação 5 - 4 equipes que terminaram em 5º lugar a liga nacional das associações 1-4 | - 8 vencedores da rodada do play-off (Caminho dos Campeões) - 13 vencedores da rodada do play-off (Caminho da Liga) | - 4 perdedores da rodada de play-off da Liga dos Campeões (Caminho dos Campeões) - 2 perdedores da rodada de play-off da Liga dos Campeões (Caminho da Liga) - 4 perdedores da terceira pré-eliminatória da Liga dos Campeões (Caminho da Liga) |
| Fase de Mata-Mata (32 times)           | Fase de Mata-Mata (32 times)           | | - 12 vencedores de grupos da fase de grupos - 12 vice-campeões do grupo na fase de grupos                           | - 8 equipes que terminaram em 3º lugar da fase de grupos da Liga dos Campeões |

Mudanças são feitas na lista de acesso padrão, se qualquer uma das equipes qualificadas para a Liga Europa através de suas competições nacionais também se qualificarem para a Liga dos Campeões, como campeões da Liga dos Campeões ou da Liga Europa, ou se houver menos equipes transferidas da Liga dos Campeões devido a mudanças na lista de acesso da Liga dos Campeões. Em qualquer caso em que uma vaga na Liga Europa seja desocupada, os vencedores das copas das associações mais bem classificadas nas rodadas anteriores são promovidos de acordo.
- Na lista de acesso padrão, originalmente 17 perdedores da primeira pré-eliminatória da Liga dos Campeões são transferidos para a segunda pré-eliminatória da Liga Europa (Caminho dos Campeões). No entanto, uma vez que os detentores do título da Liga dos Campeões, Liverpool, se qualificaram para a fase de grupos da Liga dos Campeões, apenas 16 perdedores da primeira pré-eliminatória da Liga dos Campeões foram transferidos para a segunda pré-eliminatória da Liga Europa (Caminho dos Campeões). Como resultado, apenas 19 equipas entraram na segunda pré-eliminatória Caminho dos Campeões (um dos perdedores da primeira pré-eliminatória da Liga dos Campeões seria sorteado para receber um bye (avanço automático) à terceira pré-eliminatória).
- Na lista de acesso padrão, originalmente três perdedores da segunda fase de qualificação da Liga dos Campeões (Caminho da Liga) são transferidos para a terceira pré-eliminatória da Liga Europa (Caminho da Liga). No entanto, uma vez que os detentores do título da Liga Europa, Chelsea, classificaram-se para a fase de grupos da Liga dos Campeões através da liga nacional, apenas dois perdedores da segunda pré-eliminatória da Liga dos Campeões foram transferidos para a terceira pré-eliminatória da Liga Europa (Caminho da Liga). Como resultado, as seguintes alterações na lista de acesso foram feitas:
  - O vencedor da copa nacional da associação 18 (Israel) entrou na terceira pré-eliminatória em vez da segunda pré-eliminatória.
  - O vencedor da copa nacional da associação 25 (Sérvia) entrou na segunda pré-eliminatória em vez da primeira pré-eliminatória.
  - Os vencedores das copas nacionais das associações 50 e 51 (País de Gales e Ilhas Faroé) entraram na primeira pré-eliminatória em vez da fase preliminar.

#### Regras de redistribuição
Uma vaga na Liga Europa é desocupada quando uma equipe se qualifica para a Liga dos Campeões e a Liga Europa, ou qualifica-se para a Liga Europa por mais de um método. Quando um lugar é desocupado, ele é redistribuído dentro da associação nacional pelas seguintes regras:
- Quando os vencedores da copa nacional (considerados como o classificado "mais bem colocado" dentro da associação nacional com a última ronda de largada) também se qualificarem para a Liga dos Campeões, a sua vaga na Liga Europa é desocupada. Como resultado, a equipe mais bem posicionada da liga, que ainda não se classificou para as competições europeias, se classifica para a Liga Europa, com as eliminatórias da Liga Europa que terminam acima delas na liga subiram um "lugar".
- Quando os vencedores da copa nacional também se qualificam para a Liga Europa através da posição no campeonato, o seu lugar através da posição do campeonato é desocupado. Como resultado, a equipe mais bem posicionada da liga que ainda não se classificou para as competições europeias se classifica para a Liga Europa, com as eliminatórias da Liga Europa que terminam acima delas na liga subiram um "lugar" se possível.
- Para associações onde uma vaga na Liga Europa é reservada para os vencedores da Copa da Liga ou das eliminatórias do final de temporada européia, eles sempre se qualificam para a Liga Europa como o classificado "de menor colocação". Se os vencedores da Copa da Liga já tiverem se qualificados para competições europeias através de outros métodos, esta vaga reservada para a Liga Europa é ocupada pela equipa de maior colocação da liga que ainda não se qualificou para as competições europeias.

## Equipes classificadas
Os rótulos entre parênteses mostram como cada equipe se classificou para o lugar de sua rodada inicial:
- CW: vencedores da taça
- 2º, 3º, 4º, 5º, 6º, etc.: posição da liga
- LC: vencedores da Taça da Liga
- RW: vencedores da temporada regular
- PW: vencedores dos "play-off" das competições europeias de final de época
- UCL: Transferido da Liga dos Campeões
  - GS: Equipes de terceiro colocados da fase de grupos
  - PO: Perdedores da rodada do play-off
  - Q3: Perdedores da terceira pré-eliminatória
  - Q2: Perdedores da segunda pré-eliminatória
  - Q1: Perdedores da primeira pré-eliminatória
  - PR: Perdedores da fase preliminar

| Fase Final                    | Fase Final                  | Fase Final                 | Fase Final                   |
| ----------------------------- | --------------------------- | -------------------------- | ---------------------------- |
| Brugge (UCL GS)               | Olympiacos (UCL GS)         | Shakhtar Donetsk (UCL GS)  | Bayer Leverkusen (UCL GS)    |
| Red Bull Salzburg (UCL GS)    | Internazionale (UCL GS)     | Benfica (UCL GS)           | Ajax (UCL GS)                |
| Fase de Grupos                |                             |                            |                              |
| Getafe (5º)                   | Wolfsburg (6º)              | Beşiktaş (3º)              | Rosenborg (UCL PO)           |
| Sevilla (6º)                  | Rennes (CW)                 | Wolfsberger (3º)           | CFR Cluj (UCL PO)            |
| Arsenal (5º)                  | Saint-Étienne (4º)          | Lugano (3º)                | Porto (UCL Q3)               |
| Manchester United (6º)        | CSKA Moscou (4º)            | Young Boys (UCL PO)        | Dínamo de Kiev (UCL Q3)      |
| Lazio (CW)                    | Sporting (CW)               | APOEL (UCL PO)             | İstanbul Başakşehir (UCL Q3) |
| Roma (6º)[ITA]                | Oleksandriya (3º)           | LASK Linz (UCL PO)         | Basel (UCL Q3)               |
| Borussia Mönchengladbach (5º) | Standard de Liège (3º)[BEL] | Krasnodar (UCL PO)         |                              |
| Play-off                      |                             |                            |                              |
| Caminho dos Campeões          | Caminho dos Campeões        | Caminho da Liga            | Caminho da Liga              |
| PAOK (UCL Q3)                 | Celtic (UCL Q3)             |                            |                              |
| Copenhague (UCL Q3)           | Maribor (UCL Q3)            |                            |                              |
| Qarabağ (UCL Q3)              | Ferencváros (UCL Q3)        |                            |                              |
| Terceira pré-eliminatória     |                             |                            |                              |
| Caminho dos Campeões          | Caminho dos Campeões        | Caminho da Liga            | Caminho da Liga              |
| Maccabi Tel Aviv (UCL Q2)     | Sutjeska Nikšić (UCL Q2)    | Spartak Moscou (5º)        | Feyenoord (3º)               |
| AIK (UCL Q2)                  | Saburtalo Tbilisi (UCL Q2)  | Braga (4º)                 | AEK Atenas (3º)              |
| BATE Borisov (UCL Q2)         | Valletta (UCL Q2)           | Mariupol (4º)              | Rijeka (CW)                  |
| HJK (UCL Q2)                  | The New Saints (UCL Q2)     | Antwerp (PW)[BEL]          | Midtjylland (CW)             |
| Dundalk (UCL Q2)              | Sarajevo (UCL Q2)[UCL Q1]   | Trabzonspor (4º)           | Bnei Yehuda (CW)             |
| Nõmme Kalju (UCL Q2)          |                             | Austria Viena (4º)         | Viktoria Plzeň (UCL Q2)      |
|                               |                             | Thun (4º)                  | PSV Eindhoven (UCL Q2)       |
| Sparta Praga (3º)             |                             |                            |                              |
| Segunda pré-eliminatória      |                             |                            |                              |
| Caminho dos Campeões          | Caminho dos Campeões        | Caminho da Liga            | Caminho da Liga              |
| Piast Gliwice (UCL Q1)        | Sūduva (UCL Q1)             | Espanyol (7º)              | AZ (4º)                      |
| Ludogorets (UCL Q1)           | Ararat-Armenia (UCL Q1)     | Wolverhampton (7º)         | Utrecht (PW)                 |
| Astana (UCL Q1)               | F91 Dudelange (UCL Q1)      | Torino (7º)[ITA]           | Atromitos (4º)               |
| Slovan Bratislava (UCL Q1)    | Linfield (UCL Q1)           | Eintracht Frankfurt (7º)   | Aris (5º)                    |
| Sheriff Tiraspol (UCL Q1)     | HB Tórshavn (UCL Q1)        | Strasbourg (LC)            | Osijek (3º)                  |
| Partizani (UCL Q1)            | Feronikeli (UCL Q1)         | Arsenal Tula (6º)          | Esbjerg (3º)                 |
| Valur (UCL Q1)                | FC Santa Coloma (UCL PR)    | Vitória de Guimarães (5º)  | AEL Limassol (CW)            |
| Shkëndija (UCL Q1)            | Lincoln Red Imps (UCL PR)   | Zorya Luhansk (5º)         | Viitorul (CW)                |
| Riga FC (UCL Q1)              | Tre Penne (UCL PR)          | Gent (5º)[BEL]             | Lechia Gdańsk (CW)           |
|                               |                             | Yeni Malatyaspor (5º)      | BK Häcken (CW)               |
| Sturm Graz (PW)               | Gabala (CW)                 |                            |                              |
| Luzern (5º)                   | Lokomotiv Plovdiv (CW)      |                            |                              |
| Jablonec (4º)                 | Partizan (CW)               |                            |                              |
| Mladá Boleslav (PW)           |                             |                            |                              |
| Primeira pré-eliminatória     |                             |                            |                              |
| Hajduk Split (4º)             | Dinamo Minsk (3º)           | Breiðablik (2º)            | Flora Tallinn (3º)           |
| Brøndby (PW)                  | Vitebsk (4º)                | KR (4º)                    | Žalgiris Vilnius (CW)        |
| Maccabi Haifa (2º)            | Kairat (CW)                 | MOL Vidi (CW)              | Riteriai (3º)                |
| Hapoel Be'er Sheva (3º)       | Tobol (3º)                  | Debrecen (3º)              | Kauno (5º)[LTU]              |
| AEK Larnaca (2º)              | Ordabasy (4º)               | Honvéd (4º)                | Budućnost Podgorica (CW)     |
| Apollon Limassol (3º)         | Molde (2º)                  | Akademija Pandev (CW)      | Zeta (3º)                    |
| Steaua Bucareste (2º)         | Brann (3º)                  | Shkupi (4º)                | Titograd (4º)                |
| Universitatea Craiova (4º)    | Haugesund (4º)              | Makedonija (5º)            | Torpedo Kutaisi (CW)         |
| Légia Varsóvia (2º)           | Olimpija Ljubljana (CW)     | Inter Turku (CW)           | Dinamo Tbilisi (2º)          |
| Cracovia (4º)                 | Domžale (3º)                | RoPS (2º)                  | Chikhura Sachkhere (4º)      |
| Norrköping (2º)               | Mura (4º)                   | KuPS (3º)                  | Alashkert (CW)               |
| Malmö (3º)                    | Vaduz (CW)                  | Cork City (2º)             | Pyunik (2º)                  |
| Neftçi (2º)                   | FC Spartak Trnava (CW)      | Shamrock Rovers (3º)       | Banants (3º)                 |
| Sabail (3º)                   | Dunajská Streda (2º)        | St. Patrick’s (5º)[IRL]    | Balzan (CW)                  |
| CSKA Sofia (2º)               | Ružomberok (3º)             | Zrinjski Mostar (2º)       | Hibernians (2º)              |
| Levski Sofia (PW)             | Milsami Orhei (2º)          | Široki Brijeg (3º)         | Gżira United (3º)            |
| Radnički Niš (2º)             | Petrocub Hîncești (3º)      | Radnik Bijeljina (5º)[BIH] | Fola Esch (2º)               |
| Čukarički (4º)                | Speranța Nisporeni (4º)     | Ventspils (2º)             | Jeunesse Esch (3º)           |
| Rangers (2º)                  | Kukësi (CW)                 | Rīgas FS (3º)              | Crusaders (CW)               |
| Kilmarnock (3º)               | Teuta (3º)                  | Liepāja (4º)               | Connah's (2º)                |
| Aberdeen (4º)                 | Laçi (6º)[ALB]              | Narva Trans (CW)           | B36 Tórshavn (CW)            |
| Shakhtyor Soligorsk (CW)      | Stjarnan (CW)               | FCI Levadia (2º)           |                              |
| Rodada premilinar             |                             |                            |                              |
| Progrès Niederkorn (4º)       | Cardiff Met (PW)            | St Joseph's (3º)           | La Fiorita (2º)              |
| Ballymena United (2º)         | NSÍ Runavík (2º)            | Engordany (CW)             | Prishtina (2º)               |
| Cliftonville (PW)             | KÍ Klaksvík (4º)            | Sant Julià (2º)            |                              |
| Barry Town (3º)               | Europa FC (CW)              | Tre Fiori (CW)             |                              |

Notas
- ALB. ^  Em março de 2018, o Skënderbeu Korçë foi suspenso das competições de clubes da UEFA durante dez anos devido a manipulação de resultados.[6] Como resultado, a vaga foi dada para o sexto colocado da liga, Laçi, já que o quinto colocado, Flamurtari, não conseguiu obter uma licença UEFA.[7]
- BEL. ^  O KV Mechelen teria se qualificado para a fase de grupos da Liga Europa como campeão da Copa da Bélgica 2018–19, mas foi considerado culpado na manipulação de resultados como parte do escândalo de fraude do futebol belga de 2017-18 e, portanto, proibido pela Federação Belga de Futebol de participar das competições europeias de 2019-2020. O Mechelen recorreu da decisão,[8] mas a decisão final foi anunciada em 17 de julho de 2019 pelo Tribunal Arbitral Belga de Esportes, e o clube permaneceu banido[9], e foi posteriormente substituído pela UEFA[10]. Como resultado, o terceiro colocado da Primeira Divisão Belga de 2018-19, Standard de Liège, entrará na fase de grupos em vez da terceira pré-eliminatória. O quarto colocado do campeonato, a Antwerp, entrará na terceira pré-eliminatória em vez da segunda pré-eliminatória, e a vaga da segunda pré-eliminatória será atribuída ao quinto colocado da liga, Gent.
- BIH. ^  Željezničar teria se qualificado para a primeira pré-eliminatória da Liga Europa como quarto colocado da Premijer Liga, mas não conseguiu obter uma licença UEFA.[11] Como resultado, a vaga foi dada para o quinto colocado da liga, Radnik Bijeljina.
- ITA. [ITA] O Milan se classificou para a fase de grupos da Liga Europa como o quinto colocado da Serie A de 2018–19, mas foi considerado culpado de violar as regras do Fair Play Financeiro e foi excluído das competições europeias em 2019-20.[12]. Como resultado, o sexto colocado da Serie A de 2018–19, Roma, entrará na fase de grupos em vez da segunda pré-eliminatória e a vaga da segunda pré-eliminatória será atribuída ao sétimo colocado da liga, Torino.
- LTU. ^  Stumbras teria se qualificado para a primeira pré-eliminatória da Liga Europa como quarto colocado do Campeonato Lituano de Futebol, mas teve sua licença da UEFA cancelada.[13] Como resultado, a vaga foi dada para o quinto colocado da liga, Kauno.[14]
- MKD. ^  Vardar teria se qualificado para a primeira pré-eliminatória da Liga Europa como vice-campeão da Macedonian Prva Liga, mas não conseguiu obter uma licença UEFA.[15] Como resultado, a vaga foi dada para o quinto colocado da liga, Makedonija.
- IRL. ^  Waterford teria se qualificado para a primeira pré-eliminatória da Liga Europa como quarto colocado do Campeonato Irlandês de Futebol, mas sua linceça foi negada pela UEFA por não ter passado na "regra de três anos", como clube reformado em 2016.[16] Como resultado, a vaga foi dada para o quinto colocado da liga, St. Patrick’s.
- UCL Q1 [UCL Q1] O perdedor da primeira pré-eliminatória entre Celtic e Sarajevo foi sorteado para receber um bye (avanço automático) à terceira pré-eliminatória da Liga Europa, com o perdedor de menor ranking da primeira pré-eliminatória da Liga dos Campeões a ser transferido para a segunda pré-eliminatória da Liga Europa (Caminho dos Campeões), devido a uma vaga na fase de grupos da Liga dos Campeões, desocupada pelo detentor do título da Liga dos Campeões.

## Calendário
Todos os sorteios são realizados na sede da UEFA em Nyon na Suíça, exceto o sorteio para a fase de grupos que é realizado em Mônaco.
| Fase           | Rodada                    | Data do Sorteio               | Partida de Ida                                    | Partida de Volta                                  |
| -------------- | ------------------------- | ----------------------------- | ------------------------------------------------- | ------------------------------------------------- |
| Preliminar     | Rodada Preliminar         | 11 de Junho de 2019           | 27 de Junho de 2019                               | 4 de Julho de 2019                                |
| Qualificação   | Primeira Pré-eliminatória | 18 de Junho de 2019           | 11 de Julho de 2019                               | 18 de Julho de 209                                |
| Qualificação   | Segunda Pré-eliminatória  | 19 de Junho de 2019           | 25 de Julho de 2019                               | 1 de Agosto de 2019                               |
| Qualificação   | Terceira Pré-eliminatória | 22 de Julho de 2019           | 8 de Agosto de 2019                               | 15 de Agosto de 2019                              |
| Play-off       | Fase de Play-off          | 5 de Agosto de 2019           | 22 de Agosto de 2019                              | 29 de Agosto de 2019                              |
| Fase de Grupos | Primeira Rodada           | 30 de Agosto de 2019 (Mônaco) | 19 de Setembro de 2019                            | 19 de Setembro de 2019                            |
| Fase de Grupos | Segunda Rodada            | 30 de Agosto de 2019 (Mônaco) | 3 de Outubro de 2019                              | 3 de Outubro de 2019                              |
| Fase de Grupos | Terceira Rodada           | 30 de Agosto de 2019 (Mônaco) | 24 de Outubro de 2019                             | 24 de Outubro de 2019                             |
| Fase de Grupos | Quarta Rodada             | 30 de Agosto de 2019 (Mônaco) | 7 de Novembro de 2019                             | 7 de Novembro de 2019                             |
| Fase de Grupos | Quinta Rodada             | 30 de Agosto de 2019 (Mônaco) | 28 de Novembro de 2019                            | 28 de Novembro de 2019                            |
| Fase de Grupos | Sexta Rodada              | 30 de Agosto de 2019 (Mônaco) | 12 de Dezembro de 2019                            | 12 de Dezembro de 2019                            |
| Fase Final     | Dezesseis Avos            | 16 de Dezembro de 2019        | 20 de Fevereiro de 2020                           | 27 de Fevereiro de 2020                           |
| Fase Final     | Oitavas de final          | 28 de Fevereiro de 2020       | 12 de Março de 2020                               | 19 de Março de 2020                               |
| Fase Final     | Quartas de Final          | 20 de Março de 2020           | 9 de Abril de 2020                                | 16 de Abril de 2020                               |
| Fase Final     | Semifinais                | 20 de Março de 2020           | 30 de Abril de 2020                               | 7 de Maio de 2020                                 |
| Fase Final     | Final                     | 20 de Março de 2020           | 27 de Maio de 2020 na PGE Arena Gdańsk, em Gdańsk | 27 de Maio de 2020 na PGE Arena Gdańsk, em Gdańsk |

Os jogos nas eliminatórias (inclusive preliminares e eliminatórias) e eliminatórias podem também ser jogados às terças ou quartas-feiras, em vez das quintas-feiras regulares, devido a conflitos de programação.
A competição foi suspensa durante as oitavas de final devido a Pandemia de COVID-19 na Europa.

## Rodadas de qualificação

### Rodada preliminar
Participam um total de 14 equipes na fase preliminar.
O sorteio da rodada preliminar foi realizado em 11 de junho de 2019. As partidas de ida foram disputadas em 27 de junho e as partidas de volta nos dias 2 e 4 de julho de 2019.
| Equipe 1           | Total    | Equipe 2     | 1.º jogo | 2.º jogo |
| ------------------ | -------- | ------------ | -------- | -------- |
| Progrès Niederkorn | 2–2 (gf) | Cardiff Met  | 1–0      | 1–2      |
| La Fiorita         | 1–3      | Engordany    | 0–1      | 1–2      |
| Sant Julià         | 3–6      | Europa FC    | 3–2      | 0–4      |
| Ballymena United   | 2–0      | NSÍ Runavík  | 2–0      | 0–0      |
| Prishtina          | 1–3      | St Joseph's  | 1–1      | 0–2      |
| KÍ Klaksvík        | 9–1      | Tre Fiori    | 5–1      | 4–0      |
| Barry Town         | 0–4      | Cliftonville | 0–0      | 0–4      |

### Primeira pré-eliminatória
Participam um total de 94 equipes na primeira pré-eliminatória: 87 equipes que participaram nesta rodada e os 7 vencedores da rodada preliminar.
O sorteio da primeira pré-eliminatória foi realizado em 18 de junho de 2019. As partidas de ida foram disputadas entre os dias 9, 10 e 11 de julho e as partidas de volta nos dias 16 e 18 de julho de 2019.
| Equipe 1            | Total      | Equipe 2              | 1.º jogo | 2.º jogo  |
| ------------------- | ---------- | --------------------- | -------- | --------- |
| Malmö               | 11–0       | Ballymena United      | 7–0      | 4–0       |
| Connah's            | 3–2        | Kilmarnock            | 1–2      | 2–0       |
| KuPS                | 3–1        | Vitebsk               | 2–0      | 1–1       |
| Breiðablik          | 1–2        | Vaduz                 | 0–0      | 1–2       |
| Brann               | 3–4        | Shamrock Rovers       | 2–2      | 1–2       |
| Ordabasy            | 3–0        | Torpedo Kutaisi       | 1–0      | 2–0       |
| Europa FC           | 0–3        | Légia Varsóvia        | 0–0      | 0–3       |
| CSKA Sofia          | 4–0        | Titograd              | 4–0      | 0–0       |
| Gżira United        | 3–3 (gf)   | Hajduk Split          | 0–2      | 3–1       |
| Flora Tallinn       | 4–2        | Radnički Niš          | 2–0      | 2–2       |
| Maccabi Haifa       | 5–2        | Mura                  | 2–0      | 3–2       |
| Debrecen            | 4–1        | Kukësi                | 3–0      | 1–1       |
| Čukarički           | 8–0        | Banants               | 3–0      | 5–0       |
| Jeunesse Esch       | 1–1 (gf)   | Tobol                 | 0–0      | 1–1       |
| Steaua Bucareste    | 4–1        | Milsami Orhei         | 2–0      | 2–1       |
| Crusaders           | 5–2        | B36 Tórshavn          | 2–0      | 3–2       |
| Brøndby             | 4–3        | Inter Turku           | 4–1      | 0–2       |
| Molde               | 7–1        | KR                    | 7–1      | 0–0       |
| St Joseph's         | 0–10       | Rangers               | 0–4      | 0–6       |
| Cork City           | 2–3        | Progrès Niederkorn    | 0–2      | 2–1       |
| Ružomberok          | 0–4        | Levski Sofia          | 0–2      | 0–2       |
| Akademija Pandev    | 0–6        | Zrinjski Mostar       | 0–3      | 0–3       |
| Speranța Nisporeni  | 0–9        | Neftçi                | 0–3      | 0–6       |
| Zeta                | 1–5        | MOL Vidi              | 1–5      | 0–0       |
| Shakhtyor Soligorsk | 2–0        | Hibernians            | 2–0      | 1–0       |
| Olimpija Ljubljana  | 4–3        | Rīgas FS              | 2–3      | 2–0       |
| Honvéd              | 4–2        | Žalgiris Vilnius      | 3–1      | 1–1       |
| Alashkert           | 6–1        | Makedonija            | 3–1      | 3–0       |
| Radnik Bijeljina    | 2–2(2–3 p) | FC Spartak Trnava     | 2–0      | 0–2 (pro) |
| Fola Esch           | 2–4        | Chikhura Sachkhere    | 1–2      | 1–2       |
| Dinamo Tbilisi      | 7–0        | Engordany             | 6–0      | 1–0       |
| Široki Brijeg       | 2–4        | Kairat                | 1–2      | 1–2       |
| Dunajská Streda     | 3–3 (gf)   | Cracovia              | 1–1      | 2–2 (pro) |
| Kauno               | 0–6        | Apollon Limassol      | 0–2      | 0–4       |
| Ventspils           | 3–1        | Teuta                 | 3–0      | 0–1       |
| Stjarnan            | 4–4 (gf)   | FCI Levadia           | 2–1      | 2–3 (pro) |
| Cliftonville        | 1–6        | Haugesund             | 0–1      | 1–5       |
| Riteriai            | 1–1 (gf)   | KÍ Klaksvík           | 1–1      | 0–0       |
| Liepāja             | 3–2        | Dinamo Minsk          | 1–1      | 2–1       |
| St. Patrick’s       | 1–4        | Norrköping            | 0–2      | 2–1       |
| Aberdeen            | 4–2        | RoPS                  | 2–1      | 2–1       |
| Balzan              | 3–5        | Domžale               | 3–4      | 0–1       |
| Laçi                | 1–2        | Hapoel Be'er Sheva    | 1–1      | 0–1       |
| Narva Trans         | 1–6        | Budućnost Podgorica   | 0–2      | 1–4       |
| Sabail              | 4–6        | Universitatea Craiova | 2–3      | 2–3       |
| Pyunik              | 5–4        | Shkupi                | 3–3      | 2–1       |
| AEK Larnaca         | 2–0        | Petrocub Hîncești     | 1–0      | 1–0       |

### Segunda pré-eliminatória
Um total de 93 equipes jogaram na segunda pré-eliminatória:
- Caminho dos Campeões: Os 16 perdedores da primeira pré-eliminatória da Liga dos Campeões de 2019–20 e os três perdedores da rodada preliminar da Liga dos Campeões de 2019–20.
- Caminho da Liga: 27 equipes que entram nesta rodada, e os 47 vencedores da primeira pré-eliminatória.

O sorteio da segunda pré-eliminatória decorreu a 19 de junho de 2019. As partidas de ida foram disputadas nos dias 23 e 25 de julho e as partidas de volta em 1 de agosto de 2019.
| Equipe 1             | Total                | Equipe 2              | 1.º jogo             | 2.º jogo             |                      |
| Caminho dos Campeões | Caminho dos Campeões | Caminho dos Campeões  | Caminho dos Campeões | Caminho dos Campeões | Caminho dos Campeões |
| -------------------- | -------------------- | --------------------- | -------------------- | -------------------- | -------------------- |
| Sarajevo             |                      |                       |                      |                      |                      |
| Tre Penne            | 0–10                 | Sūduva                | 0–5                  | 0–5                  |                      |
| Piast Gliwice        | 4–4 (gf)             | Riga FC               | 3–2                  | 1–2                  |                      |
| Partizani            | 1–2                  | Sheriff Tiraspol      | 0–1                  | 1–1                  |                      |
| Ararat-Armenia       | 4–1                  | Lincoln Red Imps      | 2–0                  | 2–1                  |                      |
| Valur                | 1–5                  | Ludogorets            | 1–1                  | 0–4                  |                      |
| Slovan Bratislava    | 4–1                  | Feronikeli            | 2–1                  | 2–0                  |                      |
| FC Santa Coloma      | 1–4                  | Astana                | 0–0                  | 1–4                  |                      |
| HB Tórshavn          | 2–3                  | Linfield              | 2–2                  | 0–1                  |                      |
| Shkëndija            | 2–3                  | F91 Dudelange         | 1–2                  | 1–1                  |                      |
| Caminho da Liga      |                      |                       |                      |                      |                      |
| Norrköping           | 3–0                  | Liepāja               | 2–0                  | 1–0                  |                      |
| Hapoel Be'er Sheva   | 3–1                  | Kairat                | 2–0                  | 1–1                  |                      |
| Arsenal Tula         | 0–4                  | Neftçi                | 0–1                  | 0–3                  |                      |
| Espanyol             | 7–1                  | Stjarnan              | 4–0                  | 3–1                  |                      |
| Dunajská Streda      | 3–5                  | Atromitos             | 1–2                  | 2–3                  |                      |
| Haugesund            | 3–2                  | Sturm Graz            | 2–0                  | 1–2                  |                      |
| AEK Larnaca          | 7–0                  | Levski Sofia          | 3–0                  | 4–0                  |                      |
| Légia Varsóvia       | 1–0                  | KuPS                  | 1–0                  | 0–0                  |                      |
| Utrecht              | 2–3                  | Zrinjski Mostar       | 1–1                  | 1–2 (pro)            |                      |
| Pyunik               | 2–1                  | Jablonec              | 2–1                  | 0–0                  |                      |
| Lechia Gdańsk        | 3–5                  | Brøndby               | 2–1                  | 1–4 (pro)            |                      |
| MOL Vidi             | 1–2                  | Vaduz                 | 1–0                  | 0–2 (pro)            |                      |
| Gabala               | 0–5                  | Dinamo Tbilisi        | 0–2                  | 0–3                  |                      |
| Yeni Malatyaspor     | 3–2                  | Olimpija Ljubljana    | 2–2                  | 1–0                  |                      |
| Flora Tallinn        | 2–4                  | Eintracht Frankfurt   | 1–2                  | 1–2                  |                      |
| Domžale              | 4–5                  | Malmö                 | 2–2                  | 2–3                  |                      |
| Molde                | 3–1                  | Cukaricki             | 0–0                  | 3–1                  |                      |
| Chikhura Sachkhere   | 1–6                  | Aberdeen              | 1–1                  | 0–5                  |                      |
| Gent                 | 7–5                  | Viitorul Constanța    | 6–3                  | 1–2                  |                      |
| Budućnost Podgorica  | 1–4                  | Zorya Luhansk         | 1–3                  | 0–1                  |                      |
| CSKA Sófia           | 1–1(4–3 p)           | Osijek                | 1–0                  | 0–1 (pro)            |                      |
| Torino               | 7–1                  | Debrecen              | 3–0                  | 4–1                  |                      |
| Luzern               | 2–0                  | KÍ Klaksvík           | 1–0                  | 1–0                  |                      |
| Rangers              | 2–0                  | Progrès Niederkorn    | 2–0                  | 0–0                  |                      |
| Ventspils            | 6–2                  | Gżira United          | 4–0                  | 2–2                  |                      |
| Strasbourg           | 4–3                  | Maccabi Haifa         | 3–1                  | 1–2                  |                      |
| Mladá Boleslav       | 4–3                  | Ordabasy              | 1–1                  | 3–2                  |                      |
| Shamrock Rovers      | 3–4                  | Apollon Limassol      | 2–1                  | 1–3 (pro)            |                      |
| AZ                   | 3–0                  | BK Häcken             | 0–0                  | 3–0                  |                      |
| Alashkert            | 3–5                  | Steaua Bucareste      | 0–3                  | 3–2                  |                      |
| Lokomotiv Plovdiv    | 3–3 (gf)             | FC Spartak Trnava     | 2–0                  | 1–3                  |                      |
| Wolverhampton        | 6–1                  | Crusaders             | 2–0                  | 4–1                  |                      |
| Aris                 | 1–0                  | AEL Limassol          | 0–0                  | 1–0                  |                      |
| Jeunesse Esch        | 0–5                  | Vitória de Guimarães  | 0–1                  | 0–4                  |                      |
| Honvéd               | 0–0(1–3 p)           | Universitatea Craiova | 0–0                  | 0–0 (pro)            |                      |
| Shakhtyor Soligorsk  | 2–0                  | Esbjerg               | 2–0                  | 0–0                  |                      |
| Connah's             | 0–4                  | Partizan              | 0–1                  | 0–3                  |                      |

### Terceira pré-eliminatória
Um total de 72 equipas jogam na terceira pré-eliminatória:
- Caminho dos Campeões: 10 vencedores da segunda pré-eliminatória e 10 perdedores da segunda pré-eliminatória da Liga dos Campeões de 2019–20.
- Caminho da Liga: 12 equipes que entra nessa rodada e 37 vencedores da segunda pré-eliminatória. Os três perdedores da segunda pré-eliminatória da Liga dos Campeões de 2019–20.

O sorteio da terceira pré-eliminatória foi realizado em 22 de julho de 2019. Os jogos de ida vão ser disputados em 6, 7 e 8 de agosto e os de volta em 13, 14 e 15 de agosto de 2019.
| Equipe 1              | Total                | Equipe 2             | 1.º jogo             | 2.º jogo             |                      |
| Caminho dos Campeões  | Caminho dos Campeões | Caminho dos Campeões | Caminho dos Campeões | Caminho dos Campeões | Caminho dos Campeões |
| --------------------- | -------------------- | -------------------- | -------------------- | -------------------- | -------------------- |
| Sutjeska Nikšić       | 3–5                  | Linfield             | 1–2                  | 2–3                  |                      |
| Maccabi Tel Aviv      | 2–4                  | Sūduva               | 1–2                  | 1–2                  |                      |
| Ararat-Armenia        | 3–2                  | Saburtalo Tbilisi    | 1–2                  | 2–0                  |                      |
| Riga                  | 3–3(gf)              | HJK                  | 1–1                  | 2–2                  |                      |
| Ludogorets Razgrad    | 9–0                  | The New Saints       | 5–0                  | 4–0                  |                      |
| Sarajevo              | 1–2                  | BATE Borisov         | 1–2                  | 0–0                  |                      |
| F91 Dudelange         | 4–1                  | Nõmme Kalju          | 3–1                  | 1–0                  |                      |
| Astana                | 9–1                  | Valletta             | 5–1                  | 4–0                  |                      |
| Sheriff Tiraspol      | 2–3                  | AIK                  | 1–2                  | 1–1                  |                      |
| Slovan Bratislava     | 4–1                  | Dundalk              | 1–0                  | 3–1                  |                      |
| Caminho da Liga       |                      |                      |                      |                      |                      |
| IFK Norrköping        | 2–4                  | Hapoel Be'er Sheva   | 1–1                  | 1–3                  |                      |
| Torino                | 6–1                  | Shakhtyor Soligorsk  | 5–0                  | 1–1                  |                      |
| Antwerp               | 2–2(gf)              | Viktoria Plzeň       | 1–0                  | 1–2(pro)             |                      |
| Austria Wien          | 2–5                  | Apollon Limassol     | 1–2                  | 1–3                  |                      |
| Feyenoord             | 5–1                  | Dinamo Tbilisi       | 4–0                  | 1–1                  |                      |
| Brøndby               | 3–7                  | Braga                | 2–4                  | 1–3                  |                      |
| Molde                 | 4–3                  | Aris                 | 3–0                  | 1–3(pro)             |                      |
| Lokomotiv Plovdiv     | 0–2                  | Strasbourg           | 0–1                  | 0–1                  |                      |
| Thun                  | 3–5                  | Spartak Moscou       | 2–3                  | 1–2                  |                      |
| Steaua Bucareste      | 1–0                  | Mladá Boleslav       | 0–0                  | 1–0                  |                      |
| Pyunik                | 0–8                  | Wolverhampton        | 0–4                  | 0–4                  |                      |
| Midtjylland           | 3–7                  | Rangers              | 2–4                  | 1–3                  |                      |
| Mariupol              | 0–4                  | AZ                   | 0–0                  | 0–4                  |                      |
| AEK Larnaca           | 1–4                  | KAA Gent             | 1–1                  | 0–3                  |                      |
| Légia Varsóvia        | 2–0                  | Atromitos            | 0–0                  | 2–0                  |                      |
| Haugesund             | 0–1                  | PSV Eindhoven        | 0–1                  | 0–0                  |                      |
| Rijeka                | 4–0                  | Aberdeen             | 2–0                  | 2–0                  |                      |
| Ventspils             | 0–9                  | Vitória de Guimarães | 0–3                  | 0–6                  |                      |
| Vaduz                 | 0–6                  | Eintracht Frankfurt  | 0–5                  | 0–1                  |                      |
| Partizan              | 3–2                  | Yeni Malatyaspor     | 3–1                  | 0–1                  |                      |
| Malmö FF              | 3–1                  | Zrinjski Mostar      | 3–0                  | 0–1                  |                      |
| CSKA Sofia            | 1–2                  | Zorya Luhansk        | 1–1                  | 0–1                  |                      |
| Neftçi Baku           | 3–4                  | Bnei Yehuda          | 2–2                  | 1–2                  |                      |
| Luzern                | 0–6                  | Espanyol             | 0–3                  | 0–3                  |                      |
| Sparta Praga          | 3–4                  | Trabzonspor          | 2–2                  | 1–2                  |                      |
| Universitatea Craiova | 1–3                  | AEK Atenas           | 0–2                  | 1–1                  |                      |

### Rodada de play-off
Um total de 42 equipes jogam na rodada do play-off:
- Caminho dos Campeões: 10 vencedores da terceira pré-eliminatória e 6 perdedores da terceira pré-eliminatória da Liga dos Campeões de 2019–20.
- Caminho da Liga: 26 vencedores da terceira pré-eliminatória.

O sorteio da rodada do play-off foi realizado em 5 de agosto de 2019. As partidas de ida vão ser disputadas em 22 de agosto e as de volta em 29 de agosto de 2019.

| Equipe 1             | Total                | Equipe 2             | 1.º jogo             | 2.º jogo             |                      |
| Caminho dos Campeões | Caminho dos Campeões | Caminho dos Campeões | Caminho dos Campeões | Caminho dos Campeões | Caminho dos Campeões |
| -------------------- | -------------------- | -------------------- | -------------------- | -------------------- | -------------------- |
| Sūduva               | 2–4                  | Ferencváros          | 0–0                  | 2–4                  |                      |
| Copenhague           | 3–2                  | Riga                 | 3–1                  | 0–1                  |                      |
| Celtic               | 6–1                  | AIK                  | 2–0                  | 4–1                  |                      |
| Ararat-Armenia       | 3–3 (4–5 p)          | F91 Dudelange        | 2–1                  | 1–2                  |                      |
| Ludogorets Razgrad   | 2–2 (gf)             | Maribor              | 0–0                  | 2–2                  |                      |
| Linfield             | 4-4 (gf)             | Qarabağ              | 3–2                  | 1–2                  |                      |
| Slovan Bratislava    | 3–3 (gf)             | PAOK                 | 1–0                  | 2–3                  |                      |
| Astana               | 3–2                  | BATE Borisov         | 3–0                  | 0–2                  |                      |
| Caminho da Liga      |                      |                      |                      |                      |                      |
| Torino               | 3–5                  | Wolverhampton        | 2–3                  | 1–2                  |                      |
| Légia Varsóvia       | 0–1                  | Rangers              | 0–0                  | 0–1                  |                      |
| Steaua Bucareste     | 0–1                  | Vitória de Guimarães | 0–0                  | 0–1                  |                      |
| PSV Eindhoven        | 7–0                  | Apollon Limassol     | 3–0                  | 4–0                  |                      |
| AEK Atenas           | 3–3 (gf)             | Trabzonspor          | 1–3                  | 2–0                  |                      |
| Feyenoord            | 6–0                  | Hapoel Be'er Sheva   | 3–0                  | 3–0                  |                      |
| KAA Gent             | 3–2                  | Rijeka               | 2–1                  | 1–1                  |                      |
| Espanyol             | 5–3                  | Zorya Luhansk        | 3–1                  | 2–2                  |                      |
| Partizan             | 3–2                  | Molde                | 2–1                  | 1–1                  |                      |
| Braga                | 3–1                  | Spartak Moscou       | 1–0                  | 2–1                  |                      |
| Malmö FF             | 4–0                  | Bnei Yehuda          | 3–0                  | 1–0                  |                      |
| Strasbourg           | 1–3                  | Eintracht Frankfurt  | 1–0                  | 0–3                  |                      |
| AZ                   | 5–2                  | Antwerp              | 1–1                  | 4–1                  |                      |

## Fase de grupos
Ver artigo principal: Liga Europa da UEFA de 2019–20 – Fase de Grupos
Um total de 48 equipes jogam na fase de grupos: 17 equipes que entram nesta fase, os 21 vencedores da rodada play-off, os seis perdedores dos play-offs da Liga dos Campeões da UEFA de 2019–20 e os quatro perdedores do caminho da Liga na Terceira pré-eliminatória da Liga dos Campeões da UEFA de 2019–20.
Em cada grupo, as equipes jogam entre si, em casa ou fora. Os jogos são dias 19 de setembro, 3 de outubro, 24 de outubro, 7 de novembro, 28 de novembro e 12 de dezembro de 2019. Os vencedores dos grupos e os segundos classificados vão antecipadamente para a fase de 16-avos, onde eles se juntarão aos oito terceiros classificados da fase de grupos da Liga dos Campeões da UEFA de 2019–20.

### Sorteio
O sorteio para a fase de grupos foi realizado em Mônaco, em 30 de agosto de 2019. As 48 equipes foram colocadas em quatro potes com base em seus coeficientes. Foram distribuídos em doze grupos de quatro, com a restrição que as equipes do mesmo país não podem se enfrentar nessa fase.
| Pote 1            | Coef.   |
| ----------------- | ------- |
| Sevilla           | 104.000 |
| Arsenal           | 101.000 |
| Porto             | 93.000  |
| Roma              | 81.000  |
| Manchester United | 78.000  |
| Dínamo de Kiev    | 65.000  |
| Beşiktaş          | 62.000  |
| Basel             | 54.500  |
| Sporting          | 50.000  |
| CSKA Moscou       | 48.000  |
| Wolfsburg         | 40.000  |
| Lazio             | 37.000  |

| Pote 2                   | Coef.  |
| ------------------------ | ------ |
| PSV Eindhoven            | 37.000 |
| Krasnodar                | 34.500 |
| Celtic                   | 31.000 |
| København                | 31.000 |
| Braga                    | 31.000 |
| Gent                     | 29.500 |
| Borussia Mönchengladbach | 29.000 |
| Young Boys               | 27.500 |
| Astana                   | 27.500 |
| Ludogorets               | 27.000 |
| APOEL                    | 25.000 |
| Eintracht Frankfurt      | 24.500 |

| Pote 3              | Coef.  |
| ------------------- | ------ |
| Saint-Étienne       | 23.000 |
| Qarabağ             | 22.000 |
| Feyenoord           | 22.000 |
| Getafe              | 20.713 |
| Espanyol            | 20.713 |
| Malmö               | 20.000 |
| Partizan Belgrado   | 18.000 |
| Standard de Liège   | 17.500 |
| Wolverhampton       | 17.092 |
| Rennes              | 11.699 |
| Rosenborg           | 11.500 |
| İstanbul Başakşehir | 10.500 |

| Pote 4               | Coef.  |
| -------------------- | ------ |
| AZ Alkmaar           | 10.500 |
| Vitória de Guimarães | 9.646  |
| Trabzonspor          | 8.000  |
| Oleksandriya         | 7.780  |
| F91 Dudelange        | 6.250  |
| LASK                 | 6.250  |
| Wolfsberger          | 6.250  |
| Slovan Bratislava    | 6.000  |
| Lugano               | 6.000  |
| Rangers              | 5.250  |
| Cluj                 | 3.500  |
| Ferencváros          | 3.500  |

## Grupos
| Legenda                                 |
| Equipes classificadas para a fase final |
| Equipes eliminadas                      |

#### Grupo A
| Pos. | Equipe        | Pts | J | V | E | D | GP | GC | SG  |
| ---- | ------------- | --- | - | - | - | - | -- | -- | --- |
| 1    | Sevilla       | 15  | 6 | 5 | 0 | 1 | 14 | 3  | +11 |
| 2    | APOEL         | 10  | 6 | 3 | 1 | 2 | 10 | 8  | +2  |
| 3    | Qarabağ       | 5   | 6 | 1 | 2 | 3 | 8  | 11 | -3  |
| 4    | F91 Dudelange | 4   | 6 | 1 | 1 | 4 | 8  | 18 | -10 |

|               | SEV | APO | QRB | DUD |
| ------------- | --- | --- | --- | --- |
| Sevilla       |     | 1–0 | 2–0 | 3–0 |
| APOEL         | 1–0 |     | 2–1 | 3–4 |
| Qarabağ       | 0–3 | 2–2 |     | 1–1 |
| F91 Dudelange | 2–5 | 0–2 | 1-4 |     |

#### Grupo B
| Pos. | Equipe         | Pts | J | V | E | D | GP | GC | SG |
| ---- | -------------- | --- | - | - | - | - | -- | -- | -- |
| 1    | Malmö          | 11  | 6 | 3 | 2 | 1 | 8  | 6  | +2 |
| 2    | København      | 9   | 6 | 2 | 3 | 1 | 5  | 4  | +1 |
| 3    | Dínamo de Kiev | 7   | 6 | 1 | 4 | 1 | 7  | 7  | 0  |
| 4    | Lugano         | 3   | 6 | 0 | 3 | 3 | 2  | 5  | –3 |

|                | DKV | KØB | MAL | LUG |
| -------------- | --- | --- | --- | --- |
| Dínamo de Kiev |     | 1–1 | 1–0 | 1–1 |
| København      | 1–1 |     | 0–1 | 1–0 |
| Malmö          | 4–3 | 1–1 |     | 2–1 |
| Lugano         | 0–0 | 0–1 | 0–0 |     |

#### Grupo C
| Pos. | Equipe      | Pts | J | V | E | D | GP | GC | SG |
| ---- | ----------- | --- | - | - | - | - | -- | -- | -- |
| 1    | Basel       | 13  | 6 | 4 | 1 | 1 | 12 | 4  | +8 |
| 2    | Getafe      | 12  | 6 | 4 | 0 | 2 | 8  | 4  | +4 |
| 3    | Krasnodar   | 9   | 6 | 3 | 0 | 3 | 7  | 11 | –4 |
| 4    | Trabzonspor | 1   | 6 | 0 | 1 | 5 | 3  | 11 | –9 |

|             | BAS | KRA | GET | TRA |
| ----------- | --- | --- | --- | --- |
| Basel       |     | 5–0 | 2–1 | 2–0 |
| Krasnodar   | 1–0 |     | 1–2 | 3–1 |
| Getafe      | 0–1 | 3–0 |     | 1–0 |
| Trabzonspor | 2–2 | 0–2 | 0–1 |     |

#### Grupo D
| Pos. | Equipe        | Pts | J | V | E | D | GP | GC | SG |
| ---- | ------------- | --- | - | - | - | - | -- | -- | -- |
| 1    | LASK          | 13  | 6 | 4 | 1 | 1 | 11 | 4  | +7 |
| 2    | Sporting      | 12  | 6 | 4 | 0 | 2 | 11 | 7  | +4 |
| 3    | PSV Eindhoven | 8   | 6 | 2 | 2 | 2 | 9  | 12 | -3 |
| 4    | Rosenborg     | 1   | 6 | 0 | 1 | 5 | 3  | 11 | -8 |

|               | SCP | PSV | ROS | LAS |
| ------------- | --- | --- | --- | --- |
| Sporting      |     | 4–0 | 1–0 | 2–1 |
| PSV Eindhoven | 3–2 |     | 1–1 | 0–0 |
| Rosenborg     | 0–2 | 1–4 |     | 1–2 |
| LASK          | 3–0 | 4–1 | 1–0 |     |

#### Grupo E
| Pos. | Equipe | Pts | J | V | E | D | GP | GC | SG |
| ---- | ------ | --- | - | - | - | - | -- | -- | -- |
| 1    | Celtic | 13  | 6 | 4 | 1 | 1 | 10 | 6  | +4 |
| 2    | Cluj   | 12  | 6 | 4 | 0 | 2 | 6  | 4  | +2 |
| 3    | Lazio  | 6   | 6 | 2 | 0 | 4 | 6  | 9  | -3 |
| 4    | Rennes | 4   | 6 | 1 | 1 | 4 | 5  | 8  | -3 |

|        | LAZ | CEL | REN | CLU |
| ------ | --- | --- | --- | --- |
| Lazio  |     | 1–2 | 2–1 | 1–0 |
| Celtic | 2–1 |     | 3–1 | 2–0 |
| Rennes | 2–0 | 1–1 |     | 0–1 |
| Cluj   | 2–1 | 2–0 | 1–0 |     |

#### Grupo F
| Pos. | Equipe               | Pts | J | V | E | D | GP | GC | SG |
| ---- | -------------------- | --- | - | - | - | - | -- | -- | -- |
| 1    | Arsenal              | 11  | 6 | 3 | 2 | 1 | 14 | 7  | +7 |
| 2    | Eintracht Frankfurt  | 9   | 6 | 3 | 0 | 3 | 8  | 10 | -2 |
| 3    | Standard de Liège    | 8   | 6 | 2 | 2 | 2 | 8  | 10 | -2 |
| 4    | Vitória de Guimarães | 5   | 6 | 1 | 2 | 3 | 7  | 10 | -3 |

|                      | ARS | FRA | SDL | VDG |
| -------------------- | --- | --- | --- | --- |
| Arsenal              |     | 1–2 | 4–0 | 3–2 |
| Eintracht Frankfurt  | 0–3 |     | 2–3 | 2–3 |
| Standard de Liège    | 2–2 | 2–1 |     | 2–0 |
| Vitória de Guimarães | 1–1 | 0–1 | 1–1 |     |

#### Grupo G
| Pos. | Equipe     | Pts | J | V | E | D | GP | GC | SG |
| ---- | ---------- | --- | - | - | - | - | -- | -- | -- |
| 1    | Porto      | 10  | 6 | 3 | 1 | 2 | 8  | 9  | -1 |
| 2    | Rangers    | 9   | 6 | 2 | 3 | 1 | 8  | 6  | +2 |
| 3    | Young Boys | 8   | 6 | 2 | 2 | 2 | 8  | 7  | +1 |
| 4    | Feyenoord  | 5   | 6 | 1 | 2 | 3 | 7  | 9  | -2 |

|            | FCP | YBO | FEY | RAN |
| ---------- | --- | --- | --- | --- |
| Porto      |     | 2–1 | 3–2 | 1–1 |
| Young Boys | 1–2 |     | 2–0 | 2–1 |
| Feyenoord  | 2–0 | 1–1 |     | 2–2 |
| Rangers    | 2–0 | 1–1 | 1–0 |     |

#### Grupo H
| Pos. | Equipe      | Pts | J | V | E | D | GP | GC | SG |
| ---- | ----------- | --- | - | - | - | - | -- | -- | -- |
| 1    | Espanyol    | 11  | 6 | 3 | 2 | 1 | 12 | 4  | +8 |
| 2    | Ludogorets  | 8   | 6 | 2 | 2 | 2 | 10 | 10 | 0  |
| 3    | Ferencváros | 7   | 6 | 1 | 4 | 1 | 5  | 7  | -2 |
| 4    | CSKA Moscou | 5   | 6 | 1 | 2 | 3 | 3  | 9  | -6 |

|             | CSK | LUD | ESP | FER |
| ----------- | --- | --- | --- | --- |
| CSKA Moscou |     | 1–1 | 0–2 | 0–1 |
| Ludogorets  | 5–1 |     | 0–1 | 1–1 |
| Espanyol    | 0–1 | 6–0 |     | 1–1 |
| Ferencváros | 0–0 | 0–3 | 2–2 |     |

#### Grupo I
| Pos. | Equipe        | Pts | J | V | E | D | GP | GC | SG |
| ---- | ------------- | --- | - | - | - | - | -- | -- | -- |
| 1    | Gent          | 12  | 6 | 3 | 3 | 0 | 11 | 7  | +4 |
| 2    | Wolfsburg     | 11  | 6 | 3 | 2 | 1 | 9  | 7  | +2 |
| 3    | Saint-Étienne | 4   | 6 | 0 | 4 | 2 | 5  | 7  | –2 |
| 4    | Oleksandriya  | 3   | 6 | 0 | 3 | 3 | 6  | 10 | –4 |

|               | WOL | GNT | SET | OLE |
| ------------- | --- | --- | --- | --- |
| Wolfsburg     |     | 1–3 | 1–0 | 3–1 |
| Gent          | 2–2 |     | 3–2 | 2–1 |
| Saint-Étienne | 1–1 | 0–0 |     | 1–1 |
| Oleksandriya  | 0–1 | 1–1 | 2–2 |     |

#### Grupo J
| Pos. | Equipe                   | Pts | J | V | E | D | GP | GC | SG |
| ---- | ------------------------ | --- | - | - | - | - | -- | -- | -- |
| 1    | İstanbul Başakşehir      | 10  | 6 | 3 | 1 | 1 | 7  | 9  | -2 |
| 2    | Roma                     | 9   | 6 | 2 | 3 | 1 | 12 | 6  | +6 |
| 3    | Borussia Mönchengladbach | 8   | 6 | 2 | 2 | 2 | 7  | 10 | -3 |
| 4    | Wolfsberger              | 5   | 6 | 1 | 2 | 3 | 7  | 8  | -1 |

|                          | ROM | BMG | IST | WAC |
| ------------------------ | --- | --- | --- | --- |
| Roma                     |     | 1–1 | 4–0 | 2–2 |
| Borussia Mönchengladbach | 2–1 |     | 1–2 | 0–4 |
| İstanbul Başakşehir      | 0–3 | 1–1 |     | 1–0 |
| Wolfsberger              | 1–1 | 0–1 | 0–3 |     |

#### Grupo K
| Pos. | Equipe            | Pts | J | V | E | D | GP | GC | SG |
| ---- | ----------------- | --- | - | - | - | - | -- | -- | -- |
| 1    | Braga             | 14  | 6 | 4 | 2 | 0 | 15 | 9  | +6 |
| 2    | Wolverhampton     | 13  | 6 | 4 | 1 | 1 | 11 | 5  | +6 |
| 3    | Slovan Bratislava | 4   | 6 | 1 | 1 | 4 | 10 | 13 | -3 |
| 4    | Beşiktaş          | 3   | 6 | 1 | 0 | 5 | 6  | 15 | –9 |

|                   | BES | SCB | WOL | SBR |
| ----------------- | --- | --- | --- | --- |
| Beşiktaş          |     | 1–2 | 0–1 | 2–1 |
| Braga             | 3–1 |     | 3–3 | 2–2 |
| Wolverhampton     | 4–0 | 0–1 |     | 1–0 |
| Slovan Bratislava | 4–2 | 2–4 | 1–2 |     |

#### Grupo L
| Pos. | Equipe            | Pts | J | V | E | D | GP | GC | SG  |
| ---- | ----------------- | --- | - | - | - | - | -- | -- | --- |
| 1    | Manchester United | 13  | 6 | 4 | 1 | 1 | 10 | 2  | +8  |
| 2    | AZ Alkmaar        | 9   | 6 | 2 | 3 | 1 | 15 | 8  | +7  |
| 3    | Partizan Belgrado | 8   | 6 | 2 | 2 | 2 | 10 | 10 | 0   |
| 4    | Astana            | 3   | 6 | 1 | 0 | 5 | 4  | 19 | -15 |

|                   | MUN | AST | PAR | ALZ |
| ----------------- | --- | --- | --- | --- |
| Manchester United |     | 1–0 | 3–0 | 4–0 |
| Astana            | 2–1 |     | 1–2 | 0–5 |
| Partizan Belgrado | 0–1 | 4–1 |     | 2–2 |
| AZ Alkmaar        | 0–0 | 6–0 | 2–2 |     |

## Fase final
Nas fases finais, as equipes classificadas jogam em partidas eliminatórias de ida e volta, exceto no jogo final.

### Equipes classificadas
| Chave de cores                                       |
| ---------------------------------------------------- |
| Cabeças de chave para a fase de 16-avos de final     |
| Não cabeças de chave para a fase de 16-avos de final |

#### Fase de grupos da Liga Europa
| Grupo | Líderes de grupo    | Vice-líderes de grupo |
| ----- | ------------------- | --------------------- |
| A     | Sevilla             | APOEL                 |
| B     | Malmö               | København             |
| C     | Basel               | Getafe                |
| D     | LASK                | Sporting              |
| E     | Celtic              | Cluj                  |
| F     | Arsenal             | Eintracht Frankfurt   |
| G     | Porto               | Rangers               |
| H     | Espanyol            | Ludogorets            |
| I     | Gent                | Wolfsburg             |
| J     | İstanbul Başakşehir | Roma                  |
| K     | Braga               | Wolverhampton         |
| L     | Manchester United   | AZ Alkmaar            |

#### Fase de grupos da Liga dos Campeões
| Grupo | Equipa            | Pts | J | V | E | D | GM | GS | DG |
| ----- | ----------------- | --- | - | - | - | - | -- | -- | -- |
| H     | Ajax              | 10  | 6 | 3 | 1 | 2 | 12 | 6  | +6 |
| E     | Red Bull Salzburg | 7   | 6 | 2 | 1 | 3 | 16 | 13 | +3 |
| F     | Internazionale    | 7   | 6 | 2 | 1 | 3 | 10 | 9  | +1 |
| G     | Benfica           | 7   | 6 | 2 | 1 | 3 | 10 | 11 | -1 |
| D     | Bayer Leverkusen  | 6   | 6 | 2 | 0 | 4 | 5  | 9  | -4 |
| C     | Shakhtar Donetsk  | 6   | 6 | 1 | 3 | 2 | 8  | 13 | -5 |
| B     | Olympiacos        | 4   | 6 | 1 | 1 | 4 | 8  | 14 | -6 |
| A     | Brugge            | 3   | 6 | 0 | 3 | 3 | 4  | 12 | -2 |

### Esquema
| Dezesseis-avos de final | Dezesseis-avos de final | Dezesseis-avos de final | Dezesseis-avos de final |  |                   | Oitavas de final    | Oitavas de final | Oitavas de final | Oitavas de final |  |  | Quartas de final  | Quartas de final | Quartas de final | Quartas de final |  |  | Semifinal         | Semifinal | Semifinal | Semifinal |  |  | Final          | Final |
|                         |                         |                         |                         |  |                   |                     |                  |                  |                  |  |  |                   |                  |                  |                  |  |  |                   |           |           |           |  |  |                |       |
| Olympiacos              | 0                       | 2                       | 2                       |  |                   |                     |                  |                  |                  |  |  |                   |                  |                  |                  |  |  |                   |           |           |           |  |  |                |       |
| Arsenal                 | 1                       | 1                       | 2                       |  |                   | Olympiacos          | 1                | 0                | 1                |  |  |                   |                  |                  |                  |  |  |                   |           |           |           |  |  |                |       |
| Wolverhampton           | 4                       | 2                       | 6                       |  | Wolverhampton     | 1                   | 1                | 2                |                  |  |  |                   |                  |                  |                  |  |  |                   |           |           |           |  |  |                |       |
| Espanyol                | 0                       | 3                       | 3                       |  |                   |                     |                  |                  |                  |  |  | Wolverhampton     | 0                | –                | 0                |  |  |                   |           |           |           |  |  |                |       |
| Cluj                    | 1                       | 0                       | 1                       |  |                   |                     |                  |                  |                  |  |  | Sevilla           | 1                | –                | 1                |  |  |                   |           |           |           |  |  |                |       |
| Sevilla                 | 1                       | 0                       | 1                       |  |                   | Sevilla             | 2                | –                | 2                |  |  |                   |                  |                  |                  |  |  |                   |           |           |           |  |  |                |       |
| Roma                    | 1                       | 1                       | 2                       |  | Roma              | 0                   | –                | 0                |                  |  |  |                   |                  |                  |                  |  |  |                   |           |           |           |  |  |                |       |
| Gent                    | 0                       | 1                       | 1                       |  |                   |                     |                  |                  |                  |  |  |                   |                  |                  |                  |  |  | Sevilla           | 2         | –         | 2         |  |  |                |       |
| AZ Alkmaar              | 1                       | 0                       | 1                       |  |                   |                     |                  |                  |                  |  |  |                   |                  |                  |                  |  |  | Manchester United | 1         | –         | 1         |  |  |                |       |
| LASK                    | 1                       | 2                       | 3                       |  |                   | LASK                | 0                | 1                | 1                |  |  |                   |                  |                  |                  |  |  |                   |           |           |           |  |  |                |       |
| Brugge                  | 1                       | 0                       | 1                       |  | Manchester United | 5                   | 2                | 7                |                  |  |  |                   |                  |                  |                  |  |  |                   |           |           |           |  |  |                |       |
| Manchester United       | 1                       | 5                       | 6                       |  |                   |                     |                  |                  |                  |  |  | Manchester United | 1                | –                | 1                |  |  |                   |           |           |           |  |  |                |       |
| Sporting                | 3                       | 1                       | 4                       |  |                   |                     |                  |                  |                  |  |  | København         | 0                | –                | 0                |  |  |                   |           |           |           |  |  |                |       |
| İstanbul Başakşehir     | 1                       | 4                       | 5                       |  |                   | İstanbul Başakşehir | 1                | 0                | 1                |  |  |                   |                  |                  |                  |  |  |                   |           |           |           |  |  |                |       |
| København               | 1                       | 3                       | 4                       |  | København         | 0                   | 3                | 3                |                  |  |  |                   |                  |                  |                  |  |  |                   |           |           |           |  |  |                |       |
| Celtic                  | 1                       | 1                       | 2                       |  |                   |                     |                  |                  |                  |  |  |                   |                  |                  |                  |  |  |                   |           |           |           |  |  | Sevilla        | 3     |
| Ludogorets Razgrad      | 0                       | 1                       | 1                       |  |                   |                     |                  |                  |                  |  |  |                   |                  |                  |                  |  |  |                   |           |           |           |  |  | Internazionale | 2     |
| Internazionale          | 2                       | 2                       | 4                       |  |                   | Internazionale      | 2                | –                | 2                |  |  |                   |                  |                  |                  |  |  |                   |           |           |           |  |  |                |       |
| Getafe                  | 2                       | 1                       | 3                       |  | Getafe            | 0                   | –                | 0                |                  |  |  |                   |                  |                  |                  |  |  |                   |           |           |           |  |  |                |       |
| Ajax                    | 0                       | 2                       | 2                       |  |                   |                     |                  |                  |                  |  |  | Internazionale    | 2                | –                | 2                |  |  |                   |           |           |           |  |  |                |       |
| Rangers                 | 3                       | 1                       | 4                       |  |                   |                     |                  |                  |                  |  |  | Bayer Leverkusen  | 1                | –                | 1                |  |  |                   |           |           |           |  |  |                |       |
| Braga                   | 2                       | 0                       | 2                       |  |                   | Rangers             | 1                | 0                | 1                |  |  |                   |                  |                  |                  |  |  |                   |           |           |           |  |  |                |       |
| Bayer Leverkusen        | 2                       | 3                       | 5                       |  | Bayer Leverkusen  | 3                   | 1                | 4                |                  |  |  |                   |                  |                  |                  |  |  |                   |           |           |           |  |  |                |       |
| Porto                   | 1                       | 1                       | 2                       |  |                   |                     |                  |                  |                  |  |  |                   |                  |                  |                  |  |  | Internazionale    | 5         | –         | 5         |  |  |                |       |
| Wolfsburg               | 2                       | 3                       | 5                       |  |                   |                     |                  |                  |                  |  |  |                   |                  |                  |                  |  |  | Shakhtar Donetsk  | 0         | –         | 0         |  |  |                |       |
| Malmö                   | 1                       | 0                       | 1                       |  |                   | Wolfsburg           | 1                | 0                | 1                |  |  |                   |                  |                  |                  |  |  |                   |           |           |           |  |  |                |       |
| Shakhtar Donetsk        | 2                       | 3                       | 5                       |  | Shakhtar Donetsk  | 2                   | 3                | 5                |                  |  |  |                   |                  |                  |                  |  |  |                   |           |           |           |  |  |                |       |
| Benfica                 | 1                       | 3                       | 4                       |  |                   |                     |                  |                  |                  |  |  | Shakhtar Donetsk  | 4                | –                | 4                |  |  |                   |           |           |           |  |  |                |       |
| Eintracht Frankfurt     | 4                       | 2                       | 6                       |  |                   |                     |                  |                  |                  |  |  | Basel             | 1                | –                | 1                |  |  |                   |           |           |           |  |  |                |       |
| Red Bull Salzburg       | 1                       | 2                       | 3                       |  |                   | Eintracht Frankfurt | 0                | 0                | 0                |  |  |                   |                  |                  |                  |  |  |                   |           |           |           |  |  |                |       |
| APOEL                   | 0                       | 0                       | 0                       |  | Basel             | 3                   | 1                | 4                |                  |  |  |                   |                  |                  |                  |  |  |                   |           |           |           |  |  |                |       |
| Basel                   | 3                       | 1                       | 4                       |  |                   |                     |                  |                  |                  |  |  |                   |                  |                  |                  |  |  |                   |           |           |           |  |  |                |       |

Obs: Os confrontos acima são definidos por sorteio.

## Estatísticas
Gols e assistências contabilizados a partir da fase de grupos, excluindo as fases de qualificação.
 Atualizado em 29 de fevereiro de 2020
| Pos. | Jogador         | Equipe                     | Gols | Tempo Jogado |
| ---- | --------------- | -------------------------- | ---- | ------------ |
| 1    | Bruno Fernandes | Sporting Manchester United | 8    | 811          |
| 2    | Romelu Lukaku   | Internazionale             | 7    | 443          |
| 3    | Diogo Jota      | Wolverhampton              | 6    | 373          |
| 3    | Andraž Šporar   | Slovan Bratislava Sporting | 6    | 718          |
| 3    | Daichi Kamada   | Eintracht Frankfurt        | 6    | 738          |
| 3    | Alfredo Morelos | Rangers                    | 6    | 792          |
| 3    | Edin Višća      | İstanbul Başakşehir        | 6    | 930          |
| 8    | Munir           | Sevilla                    | 5    | 445          |
| 8    | Marko Raguž     | LASK                       | 5    | 486          |
| 8    | Mason Greenwood | Manchester United          | 5    | 640          |
| 8    | Fabian Frei     | Basel                      | 5    | 964          |

| Pos. | Jogador         | Equipe                     | Assis. | Tempo Jogado |
| ---- | --------------- | -------------------------- | ------ | ------------ |
| 1    | Galeno          | Braga                      | 6      | 567          |
| 2    | Juan Mata       | Manchester United          | 5      | 767          |
| 3    | Uroš Matić      | APOEL                      | 4      | 720          |
| 3    | Bruno Fernandes | Sporting Manchester United | 4      | 821          |
| 5    | 23 jogadores    | 23 jogadores               | 3      | —            |

### Hat-tricks
| Jogador          | Para                | Contra            | Resultado | Data                    | Ref.   |
| ---------------- | ------------------- | ----------------- | --------- | ----------------------- | ------ |
| Claudiu Keșerü   | Ludogorets          | CSKA Moscou       | 5–1       | 19 de setembro de 2019  | [ 19 ] |
| Munir            | Sevilla             | F91 Dudelange     | 5–2       | 7 de novembro de 2019   | [ 20 ] |
| Diogo Jota       | Wolverhampton       | Beşiktaş          | 4–0       | 12 de dezembro de 2019  | [ 21 ] |
| Diogo Jota       | Wolverhampton       | Espanyol          | 4–0       | 20 de fevereiro de 2020 | [ 22 ] |
| Daichi Kamada    | Eintracht Frankfurt | Red Bull Salzburg | 4–1       | 20 de fevereiro de 2020 | [ 23 ] |
| Jonathan Calleri | Espanyol            | Wolverhampton     | 3–2       | 27 de fevereiro de 2020 | [ 24 ] |

## Ligações Externas
- «Site Oficial»